# アイレス航空8250便着陸失敗事故
アイレス航空8250便着陸失敗事故（アイレス航空8250びんちゃくりくしっぱいじこ）は、2010年8月16日に発生した航空事故である。エルドラド国際空港発グスタボ・ロハス・ピニージャ国際空港行きだったアイレス航空8250便（ボーイング737-73V）がグスタボ・ロハス・ピニージャ国際空港(サン・アンドレス島)への着陸に失敗し、機体が3つに分断された。乗員乗客131人中2人が死亡し、129人が負傷した。
当初は、落雷が原因であると考えられていたが、最終報告書ではパイロットが最低降下高度を下回る高度まで降下したことが原因とされた。

## 事故機

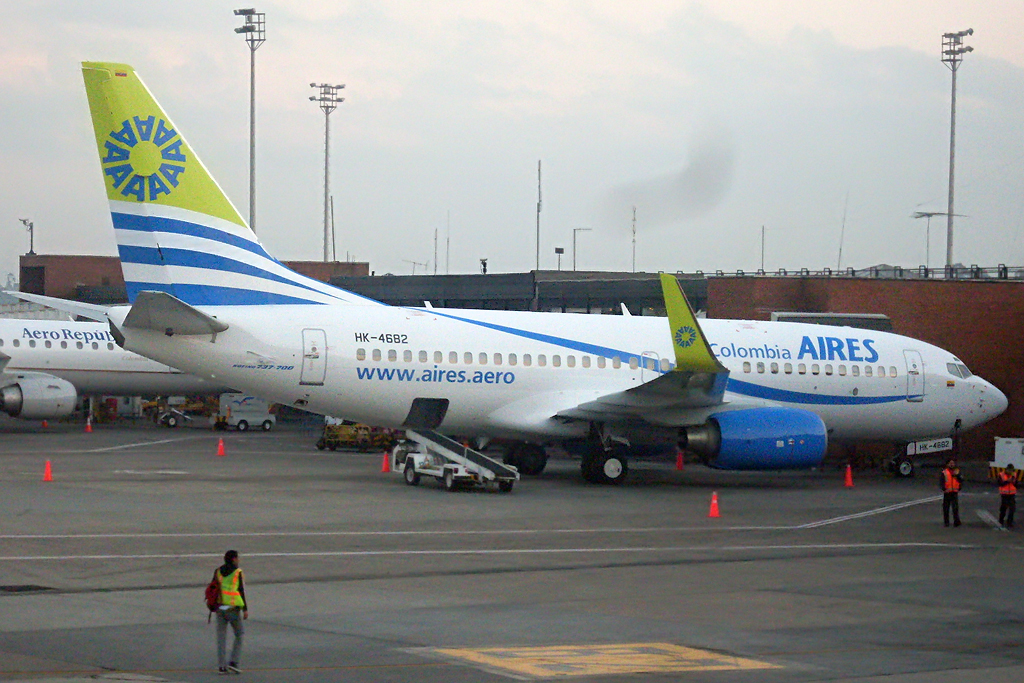
事故の5ヶ月前にエルドラド国際空港で撮影された事故機

事故機のボーイング737-73V（HK-4682）は、シリアル番号32416、製造番号1270として製造された。2003年1月10日に初飛行を行い、イージージェットに納入された。その後、2010年3月6日にアイレス航空が購入した。調査官は事故の翌日に、航空機の整備記録は適切なものだったと述べた。この事故はボーイング737-700として2番目の事故であり、初の死亡事故でもある。また2020年4月時点で、この事故は737-700で発生した航空事故としては最悪のものである。

## 乗員乗客

8250便の座席表

何人が搭乗していたかについては、いくつかの矛盾した報告がある。121人の乗客と6人の乗員、131人の乗員乗客、少なくとも127人が搭乗していたなどの報告があった。また、131人の乗員乗客が搭乗していたという報告では、乗客は121人の成人と4人の未成年だったとも述べられた。事故後の報告で、実際は125人の乗客と6人の乗員が搭乗していたことが明らかになった。
ある初期報告では114人が負傷し、99人がサンアンドレアスの病院に搬送され、4人が重傷だったと伝えられた。翌日の報告では、119人が病院に搬送され、ほとんどが軽傷であった。また、重傷を負った4人を含む13人がボゴタの病院に搬送された。
当初の報告では、高齢の女性が心臓発作で死亡したと述べられた。最終的に、死者は2人になった。68歳の女性は病院に搬送中、大動脈破裂と肝臓破裂により死亡した。もう1人の死者は女児で、事故の16日後に死亡した。
報告では、搭乗者には6人のアメリカ人、5人のメキシコ人、4人のブラジル人とエクアドル人、および2人のドイツ人が含まれており、他は全員コロンビア人だという。また、別の報告では3人がアメリカ人だったと伝えられた。その後の報告で、コロンビア国籍以外の搭乗者は、少なくとも16人だと述べられた。

## 事故の経緯
事故機は、コロンビアの航空会社であるアイレス航空が運航していた。8250便は、コロンビアの首都であるボゴタからカリブ海にあるコロンビアの島であるサン・アンドレスへ向かう便だった。サン・アンドレスは人気の観光地で、ニカラグアの海岸から190km東に位置している。
8250便は、0時07分（UTC-5）にボゴタのエルドラド国際空港を離陸した。機体は36,000フィート (11,000 m)の巡航高度まで上昇した。1時25分、管制官は22,000フィート (6,700 m)までの降下を許可したが、後に24,000フィート (7,300 m)までの降下に訂正された。当時の気象情報では、視程10km以上で穏やかな風が吹いているだけだったが、悪天候になることが予想されていた。
サン・アンドレスの管制官にコンタクトした際、3,000フィート (910 m)までの降下が許可され、VORでの滑走路6への着陸が予定された。1時40分、着陸装置が降ろされ、フラップが15度に設定された。2分後にフラップは25度まで出され、管制官は滑走路6への着陸進入を許可した。このとき、10ノット (19 km/h)の風と激しい雷雨で、視程が急速に悪化していると報告された。1時44分にフラップが30度に設定され、視程が更に悪化したと管制官が報告した。パイロットは滑走路を視認し、自動操縦を解除した。500フィート (150 m)まで降下し、機長はウィンドシアへ遭遇した場合に備えて、復航手順を確認した。最終進入は、副操縦士が着陸復航を提案するまで続けられた。1時49分、8250便は滑走路端から260フィート (79 m)手前の地表に衝突し、残骸は328フィート (100 m)に渡って散乱した。そのまま滑走路を滑り、着陸装置とエンジン1基が機体から脱落し、機体は3つに分断された。事故に因り、小規模な火災が発生したが、空港の消防隊の迅速な活動により消火された。
事故の一報で、エンジンが停止していたと報告されたため、コロンビア空軍のデビッド・バレロ大佐は、パイロットの技能により空港への衝突が避けられたと述べた。しかし、機体が空港の建物に衝突する可能性などは無かった。そのため、多くの人々はバレロ大佐の意見に賛同はしなかった。

## 事故調査
コロンビアの民間航空当局やコロンビア空軍が調査を開始した。残骸の調査のため空港は閉鎖され、空港の再開は翌日の6時頃になると見込まれた。
8250便が悪天候により墜落したと報じられたが、空港では嵐の報告はなかった。METARの情報によると、事故当時に東北東から6ノット (11 km/h)の風が吹いており、滑走路は湿っていたが視程は良好だった。バレロ大佐は、機体が激しい雷雨の中着陸したと述べた。
事故翌日の乗客の証言によると、客室乗務員は着陸に備えており、機体は突然墜落した。パイロットは事故後に、管制官へ緊急事態を報告しなかった。事故原因についてはいくつかの矛盾した報告があり、マイクロバーストへの遭遇後、または落雷後に着陸復航を行おうとし、墜落したというものだった。パイロットは機体に落雷があったと話しており、当局は落雷についてコメントしていなかったが、調査により落雷がなかったことが証明された。機体への落雷が直接原因となった墜落事故は1971年以降発生していない。グスタボ・ロハス・ピニージャ国際空港には、ウインドシアを観測するドップラー・レーダーなどの設備が無かった。
コックピットボイスレコーダーとフライトデータレコーダーは事故現場から回収された。残骸の散乱具合から、調査官は機体が空中で分解したのではなく、地面との衝突により破壊されたと結論付けた。
アメリカの国家運輸安全委員会（NTSB）は、機体の製造国の代表として調査チームに加わった。
事故からおよそ1年後の2011年7月15日に民間航空安全保障理事会（Security Council of Aeronáutica Civil）は、パイロットが自身の操縦技術を過信し進入を続けた結果、グライドスロープを下回って降下したために墜落したと結論付けた。パイロット達は、機体が実際より高い位置を飛行していると錯覚するブラックホール現象に陥っていた。また、パイロットのトレーニングの見直しが推奨された。民間航空安全保障理事会のカルロス・シルヴァは、調査の目的は責任の追及ではなく、将来に発生しうる航空事故の防止が目的であると述べた。

## 映像化
- メーデー!:航空機事故の真実と真相 第18シーズン第5話「Runway Breakup」